# Cipriano Piñero
Cipriano Piñero y Salguero (Montijo, 1835-Badajoz, 1893) fue un político español, diputado a Cortes durante el reinado de Isabel II, el Sexenio Democrático y la Restauración, además de senador.

## Biografía
Nacido en la localidad pacense de Montijo el 16 de septiembre de 1835, era hijo de Francisco y María del Carmen, ambos extremeños. En el Seminario de San Athon primero, y más tarde en los Institutos de Badajoz y de Cáceres, recibió la segunda enseñanza. Siguió la carrera de leyes en la Universidad Central, donde se graduó en 1864, el 10 de febrero. Desde joven participó en política. Unido al grupo que en la antigua capital de Extremadura llevaban las riendas del partido moderado, fue elegido primera vez diputado en las Cortes de 1860 a 1868 y nuevamente reelegido para las de 1871 a 1872. En esta última legislatura, y en sesión del 11 de noviembre de 1871, presentó y apoyó una proposición pidiendo que no pudiesen ser apremiados los pueblos por sus débitos a la Hacienda pública, siempre que el Estado le fuese deudor por algún concepto.
En las Cortes de 1873 también figuró como diputado, en la oposición al gobierno revolucionario. Al producirse la Restauración borbónica, y en las primeras Cortes del reinado de Alfonso XII, la provincia de Badajoz le confió de nuevo su representación, figurando ya su nombre entre los disidentes del gabinete de Cánovas del Castillo. En aquellas Cortes presentó su proposición en pro de la industria taponera (del corcho), de especial relevancia en Extremadura y Cataluña. Esta cuestión despertó tal interés, que se publicó en Alburquerque un periódico titulado El Taponero, exclusivamente para defender la propuesta de Piñero. Disueltas aquellas primeras Cortes de la Restauración, Piñero volvió nuevamente al Congreso durante las legislaturas de 1878-80; pero con la novedad de figurar desde entonces su nombre en la mayoría del partido fusionista. Más adelante fue investido con el cargo de senador en las dos últimas legislaturas del gabinete de Sagasta, a cuyo gobierno apoyó abiertamente desde 1880. Falleció en Badajoz hacia el 26 de diciembre de 1893.